# Blues rock
Genres dérivés
Heavy metal,, hard rock, boogie rock, rock psychédélique, garage rock, stoner rock, rock sudiste, doom metal
Le blues rock est un genre musical mêlant blues et rock 'n' roll. Ce genre émerge au milieu des années 1960 lorsque les Rolling Stones adaptent d'anciennes chansons blues d'Elmore James, Slim Harpo, Howlin' Wolf, Muddy Waters et Champion Jack Dupree.

## Histoire

### Années 1960 et 1970
L'artiste emblématique du blues rock est le guitariste-chanteur Eric Clapton. C'est lui qui popularise le genre à travers ses prestations avec les Yardbirds, après avoir été formé chez John Mayall le « croisé » du British blues boom (cf. Crusade), puis opérant dans le trio Cream, avant Derek and the Dominos, et finalement en carrière solo (dans laquelle il popularisera aussi le reggae). Autre ancien membre des Yardbirds, le guitariste Jeff Beck transpose le blues rock en version plus dure avec son Jeff Beck Group. Jimmy Page et son groupe Led Zeppelin seront très influencés, surtout à leurs débuts, par ce courant dont Jimi Hendrix est intrinsèquement la figure de proue.
Le blues rock était un genre de rhythm and blues joué par des musiciens surtout britanniques. Un courant blues rock parallèle, britannique aussi mais plus près de ses racines (davantage puriste) se développe dès le début des années 1960 autour d'artistes comme Alexis Korner, esthète et véritable initiateur en Grande-Bretagne de la renaissance du blues, un peu oublié aux États-Unis, John Mayall et les Bluesbreakers, Eric Burdon et The Animals, le Fleetwood Mac de Peter Green, et, plus tard, des groupes tels Taste (le premier groupe de Rory Gallagher), Keef Hartley Band, Sensational Alex Harvey band, Duster Bennett, Jethro Tull, Chicken Shack, Savoy Brown, Humble Pie, Paul Rogers et Free, Ten Years After, Climax Blues Band, Gary Moore, Robin Trower, Jo Ann Kelly, Aynsley Dunbar Retaliation, John Dummer (Blues) Band, et The Groundhogs.
Du côté américain, The Blues Project, Canned Heat (qui a enregistré avec John Lee Hooker), The Paul Butterfield Blues Band, Mike Bloomfield (qui a initié le virage électrique de Bob Dylan), Elvin Bishop, Amos Garett, Roy Buchanan, Charlie Musselwhite, John Hammond ont précédé ou suivi ce mouvement. Janis Joplin y est l'une des rares femmes dans l’œil du cyclone blues rock (notamment avec le Big Brother and the Holding Company) adulée par la « génération Woodstock », en digne héritière de Big Mama Thornton (première interprète dans les années 1950 de Hound Dog ou de Ball and Chain, et jouant déjà sur une guitare électrique). Au début des années 1970 et 1980, certains groupes américains teintent, plus ou moins fortement, leur rock d'accents blues. En exemple, d'une part The Allman Brothers Band, et d'autre part, Johnny Winter, Stevie Ray Vaughan, Jimmie Vaughan, Calvin Russell et ZZ Top. Beaucoup de musiciens en solo ou en groupes, entretiennent la flamme du blues rock, hard rock, comme George Thorogood, Robben Ford et Marc Ford, Mahogany Rush, Pat Travers, AC/DC et Aerosmith, garderont des racines profondément blues.
Buddy Guy représente l'un des traits d'union majeurs avec la nouvelle génération, intégrant un public métissé, avec des idées d'émancipation. Notamment grâce à la fameuse tournée effectuée en 1970 avec un train spécial affrété spécialement pour cette « cause » que constitue la mouvance pop (le Festival Express) l'embarquant avec Grateful Dead, Janis Joplin, The Band (comparses de Dylan), Delaney and Bonnie and Friends, etc.

### Années 1980
Dans les années 1980, Nine Below Zero en Angleterre, et Willy DeVille de l'autre côté de l'Atlantique, sont remarqués pour leur fidélité à l'idiome de ce blues illustré par Buddy Guy, et ceux qui comme lui avaient démarré avec les pionniers (comme B. B. King, Muddy Waters, ou Howlin' Wolf qui reprirent du service sur scène en compagnie de ces anglais convertis). D'ailleurs Howlin' Wolf a enregistré à Londres en 1971 un disque légendaire en compagnie de la section rythmique des Rolling Stones, Eric Clapton, et Steve Winwood (London Session) entre autres témoignages de cette renaissance ; comme l'album Lost Session d'Albert King, produit (artistiquement, logistiquement, économiquement) par John Mayall.
À la fin 1970 et surtout pendant les années 1980, le groupe Dire Straits reprend le style blues rock pour y composer des morceaux mémorables, tantôt (et souvent) des riffs de guitare inoubliables et tantôt des notes de synthé atemporelles. Ils y apporteront, des 1978 une touche musicale qui se démarque des autres, tout en restant dans ce style de musique, en rendant également hommage à d'autres artistes dans leur premier et plus grand tube Sultans of Swing. D'autres morceaux, plus posés (rock classique) et d'autres parfois plus pêchus (rock pur) confèreront au groupe une célébrité mondiale (Romeo and Juliet, Your Latest Trick, Money for Nothing, So Far Away, Tunnel of Love, Walk of Life, etc.)
Keith Richards a tenté de canaliser un moment (1987) l'effervescence créatrice du Chuck Berry pour le 60e anniversaire de l'auteur de Confessing the Blues. Des enregistrements de cet événement existent (Hail! Hail! Rock 'n' Roll).

### Renouveau
Le blues rock connait un renouveau, depuis le début des années 1990 et 2000 avec Derek Trucks, Sonny Landreth, Kenny Wayne Shepherd, Jonny Lang, Eric Sardinas, Gov't Mule, Popa Chubby, Otis Taylor, Anthony Gomes, The Black Crowes, Chris Duarte, The Black Keys, Jeff Healey, Joe Bonamassa, Ronnie Earl (en) et The White Stripes.